# Marcel Palonder
Marcel Palonder (Homonna, 1964. február 3. –) szlovák énekes. Ő képviselte Szlovákiát az 1996-os Eurovíziós Dalfesztiválon Kym nás más című dalával. Bár 18. lett, mely Szlovákia legjobb eredménye, a következő évet a rossz eredmény miatt ki kellett hagyni az országnak. (Mivel 1993 és 2003 között egy kieséses rendszer volt érvényben.)